# Beatmania

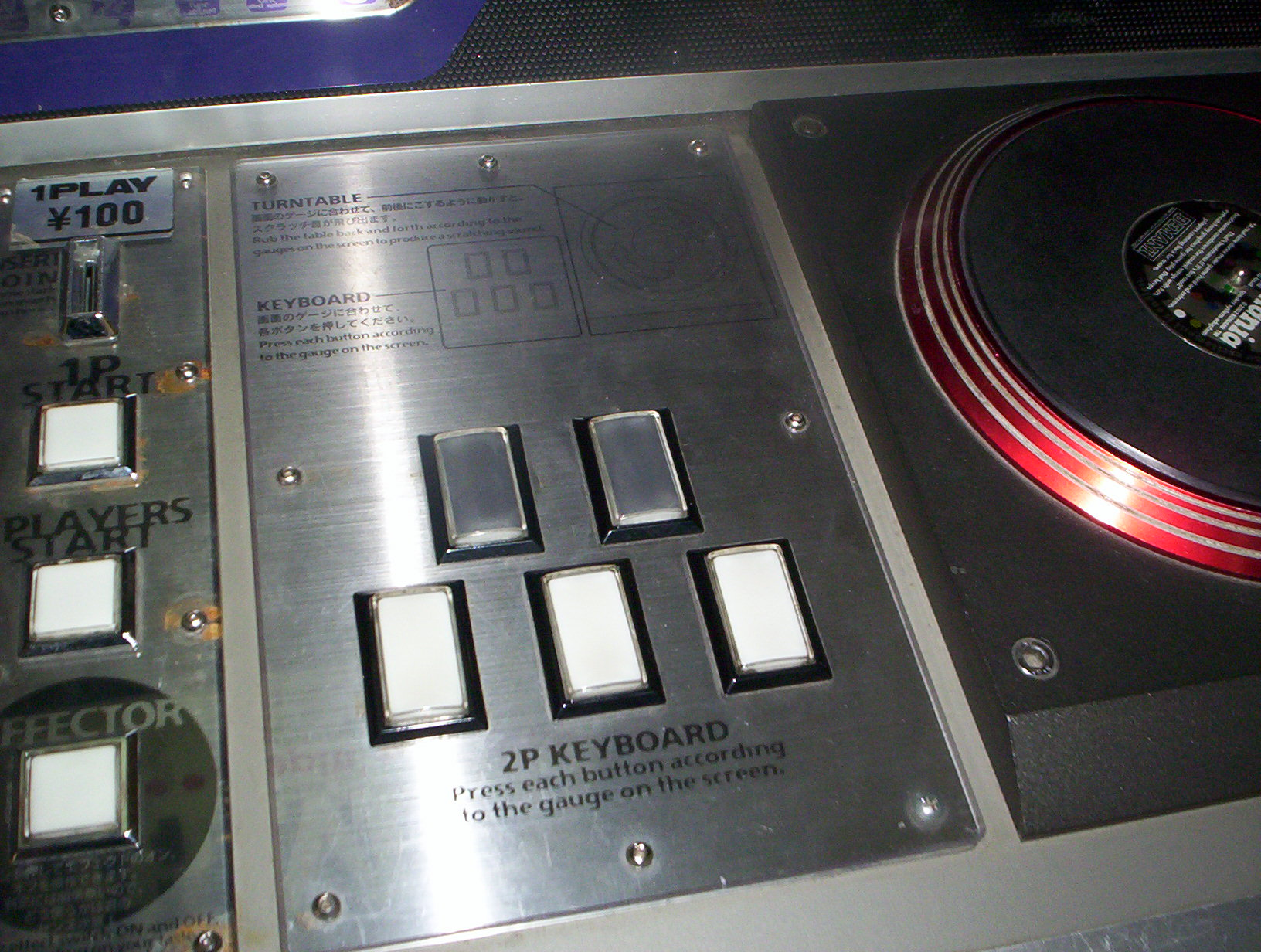
kontroller på en Beatmania-maskin

Beatmania (ビートマニア) är ett musikspel från 1997 som skapades av det japanska spelföretaget Konami.
Det första Beatmania-spelet släpptes 1997 och ledde senare till musikspelsboomen under 1998. Spelen blev inte bara populära på arkad, utan också till stationära och bärbara konsoler som till exempel Game Boy Color. Bemani-serien tog sitt namn från Beatmania-serien efter att Beatmania 3rdMIX släppts och har behållit namnet sedan dess. Beatmania THE FINAL från 2002 blev det sista spelet i spelserien. . 
Beatmania inspirerade till flera spinoffer, däribland Beatmania IIDX som är mer avancerad med sju tangenter (två fler än originalserien) och högre svårighetsgrader. I Beatmania IIDX kunde man även spara sina framsteg till skillnad ifrån Beatmania.
Beatmania kom aldrig till PC men det finns olicensierade kopior som tillåter att man spelar med tangentbord eller playstation-kontroller.

## Spelstil
Spelet går ut på att man är en DJ och man kontrollerar musiken genom att använda en kontroll. Knapparna är placerade i ett sicksackmönster. För att klara låtarna på spelet så måste man avsluta låten med ett visst antal procent och procenten mäts på hur hög träffsäkerhet man har på noterna allt detta gör man för att tillfredsställa publiken man spelar låten för i spelet. För att klara av en låt ska man ha en träffsäkerhet på 80%. Allt under 80% innebär att man inte klarat av låten. Om man missar en not i låten så försvinner ljudet som noten representerade, och man förlorar procent. Man ska trycka på noten när den passerar ett rött streck på skärmen. Beroende på hur bra och hur ofta man träffar noterna så går procenten upp.
Det finns olika slags betyg för hur pass bra man kan träffa en not, dessa är:
- Bad – Miss
- Poor – Träffar noten för tidigt eller för sent
- Good – Träffar noten bra
- Great – Träffar noten (bättre än Good)
- Great! (blinkar i blå/grön/gul) – Träffar noten perfekt med bara 1-3 millisekunder felmarginal.

När man har klarat låten så får man ett betyg på låten baserat hur hög träffsäkerhet spelaren haft på noterna. AAA är högsta betyg och G lägsta.
Beatmania har inspirerat de flesta senare musikspel från Japan.